# Pandemia de COVID-19 na Argélia
Este artigo documenta os impactos da pandemia de COVID-19 de 2020 na Argélia e pode não incluir todas as principais respostas e medidas contemporâneas. O primeiro caso foi confirmado em 25 de fevereiro de 2020.

## Cronologia
Em 25 de fevereiro, a Argélia confirmou seu primeiro caso, um italiano que chegou em 17 de fevereiro. Em 28 de fevereiro, a Argélia o deportou de volta para a Itália, através de um voo especial do aeroporto Hassi Messaoud, onde estava sujeito a quarentena.
Na manhã de 2 de março, a Argélia confirmou dois novos casos de coronavírus, uma mulher e sua filha, informou o Ministério da Saúde na segunda-feira.
Na tarde do dia seguinte, a Argélia registrou mais dois novos casos de coronavírus, o que eleva o número total de casos confirmados para cinco, informou uma agência de notícias estatal citando uma declaração do ministério da saúde. A declaração acrescentou que os dois novos casos são da mesma família, pai e filha, e moravam na França, acrescentando que há uma investigação para determinar as identidades das pessoas que estavam em contato com eles.
O Ministério da Saúde da Argélia emitiu uma declaração, em três de março, na qual informa a confirmação de três novos casos de coronavírus, o que aumenta o número da ocorrência confirmadas no país para oito. Esses casos teriam ocorrido em uma mesma família.
Na quarta-feira, 4 de março, o Ministério da Saúde informou a confirmação de outros quatro casos, que teriam ocorrido em uma mesma família. O total subiu, então, para 12 casos.